# Seamus Deane
Seamus Francis Deane (* 9. Februar 1940 in Derry, Nordirland; † 12. Mai 2021 in Dublin) war ein irischer Schriftsteller und Literaturwissenschaftler.

## Werdegang
Deane studierte an der Queen’s University Belfast. Dort gehörte zu seinen Studienkollegen der spätere kanadische Schriftsteller George McWhirter und der spätere irische Schriftsteller und Literaturnobelpreisträger Seamus Heaney. Anschließend studierte Seamus Deane an der Universität Cambridge. Zunächst machte er sich einen Namen als Lyriker. Durch seinen Roman Reading in the Dark, der 1996 für den Booker Prize nominiert wurde und 1996 den Guardian Fiction Prize sowie 1997 den Irish Times Literary Award erhielt, trat er ins Licht einer breiteren Öffentlichkeit.
In Irland war er vor allem durch die Gesamtherausgabe der mittlerweile fünfbändigen Field Day Anthology of Irish Writing bekannt. Diese stellt den Versuch dar, einen umfassenden Überblick über die gesamte irische Literatur zu geben. Ein besonderer Schwerpunkt lag dabei auf der Lyrik. Einerseits lösten die 1991 erschienenen ersten drei Bände bei einigen Kritikern wegen der breiten Auswahl Begeisterungsstürme aus, andererseits fühlten sich viele Unionisten und vor allem Frauen stark unterrepräsentiert. Dieses Problem wurde mit den Bänden IV und V (2002) zum Teil gelöst; sie sind der Literatur von irischen Frauen gewidmet.
Seamus Deane lehrte bis 1993 als Professor für moderne englische und amerikanische Literatur am University College Dublin. Er war Mitglied von Aosdána. Deane starb im Mai 2021 im Alter von 81 Jahren in Dublin.

## Werke
- Gradual Wars (1972)
- Rumours (1977)
- History Lessons (1983)
- A Short History of Irish Literature (1986)
- The French Englightenment and Revolution in England 1798–1832 (1988)
- Selected Poems (1988)
- (als General Editor), The Field Day Anthology of Irish Writing, 5 vols. 1991–2002
- Reading in the Dark (1996; dt. 1997: Im Dunkeln lesen, Übers.: G. Bandini u. D. König, ISBN 3-446-19101-1)